# Anthurium retiferum
Anthurium retiferum är en kallaväxtart som beskrevs av Paul Carpenter Standley och Julian Alfred Steyermark. Anthurium retiferum ingår i släktet Anthurium och familjen kallaväxter. Inga underarter finns listade.